# Xiaozuo, Hebei
Xiaozuo är en köpinghuvudort i Kina. Den ligger i provinsen Hebei, i den norra delen av landet, omkring 280 kilometer sydväst om huvudstaden Peking. Antalet invånare är 18 338. Befolkningen består av 9 069 kvinnor och 9 269 män. Barn under 15 år utgör 17,0 %, vuxna 15-64 år 72 %, och äldre över 65 år 10,0 %.
Runt Xiaozuo är det ganska tätbefolkat, med 172 invånare per kvadratkilometer. Närmaste större samhälle är Tianchang, 13,4 km söder om Xiaozuo. Trakten runt Xiaozuo består till största delen av jordbruksmark.
Genomsnittlig årsnederbörd är 656 millimeter. Den regnigaste månaden är juli, med i genomsnitt 206 mm nederbörd, och den torraste är december, med 4 mm nederbörd.